# O, hur härligt att få vara räknad bland Guds krigarskara
O, hur härligt att få vara räknad bland Guds krigarskara är en körsång från 1899 med text och musik av Otto Lundahl.

## Publicerad i
- Frälsningsarméns sångbok 1929 som nr 98 i körsångsdelen under rubriken "Jubel, strid och erfarenhet".
- Frälsningsarméns sångbok 1968 som nr 89 i körsångsdelen under rubriken "Jubel, strid och erfarenhet".
- Frälsningsarméns sångbok 1990 som nr 859 under rubriken "Glädje, vittnesbörd, tjänst".